# 호알르시
호알르시(베트남어: Thành phố Hoa Lư / 城舗華閭)는 베트남 북쪽 홍강 삼각주 유역에 있는 닝빙성의 성도이다. 2024년까지는 닌빈시(Ninh Binh)라고 불렸다.

## 지리
하노이에서 1A번 국도를 따라 93km 떨어진 곳에 있으며, 북서부에은 자비엔현, 서쪽은 뇨꽌현, 남쪽은 땀디엡시과 옌모현, 남동부에는 옌카인현이, 북동쪽으로는 남딘이 경계를 접하고 있다. 남딘성을 경계로 하는 북쪽에서 동쪽으로 가는 부분은 다이강이 가로지른다. 닌빈은 강의 오른편에 위치하고 있으며, 남딘과 번강, 다이강, 박강 3개의 강을 연결하는 2개의 주요 다리가 있다. 닌빈은 나머지 7개의 현에서 모두 30km 이내의 거리에 위치한다.
옌카인현을 따라 10번 국도가 호알르시와 낌선현을 연결한다. 닌빈-하이퐁-꽝닌 고속도로 프로젝트가 통과하는 지역이다.
옌카인현의 지형은 비교적 평평하고 산이 없으며 강 네트워크는 비교적 고르게 분포되어 있다. 이 다이강은 길이가 37.3 km로  북동쪽 11 개 사를 통해 흐른다. 박강은 길이 14.6km로 서쪽으로 7개의 사를 통과해서 지나며, 농업, 생활 용수를 공급한다. .
옌카인현은 열대 몬순 기후, 바다 근처에 위치하고 있어 시원하다. 그러나 날씨는 여전히 두 계절로 나뉜다. 여름은 덥고 남서풍 계절풍의 영향을 받는다. 겨울에는 북동 몬순의 영향이 상당히 크다. 흰서리가 있지만 지방의 북부 지역만큼 많지는 않다.

## 역사
1010년 이전까지 대월의 수도였던 호알르가 이 곳에 위치했는데, 오늘날 호알르 고대 수도는 쯔엉옌사에 위치해 있다.
1884년 8월 통킹만에서 선전포고도 없이 격발되었던 청불 전쟁의 발발 이전에 닌빈은 전략적으로 중요한 가치를 가지고 있었다. 높은 곳에 쌓아 올려진 포대는 통킹만에 이르는 모든 교통을 통제하였다. 비록 닌빈에 있는 베트남 당국이 1883년 3월 사령관 앙리 리비에르가 명령한 남딘성 정벌을 위한 탐사작업을 막을 시도조차 하지 않았지만, 프랑스군은 그들에게 향한 적대심을 알 수 있었다. 1883년 11월 선떠이 전투 전날에 프랑스는 닌빈의 성채를 저항없이 점령했고, 요새를 설치하였다. 2025년 1월 1일을 기해 닌빈시와 호알르현이 호알르시로 통합되었다.

## 행정구역
다음 12개의 방(坊)과 8개의 사(社)를 관할한다.

### 방
- 빅다오 (Bích Đào /碧桃)
- 돈타인 (Đông Thành / 東城)
- 남빈 (Nam Bình / 南平)
- 남타인 (Nam Thành / 南城)
- 닌장 (Ninh Giang / 寧江)
- 닌카인 (Ninh Khánh /寧慶)
- 닌미 (Ninh Mỹ / 寧美)
- 닌퐁 (Ninh Phong /寧豊)
- 닌푹 (Ninh Phúc /寧福)
- 닌선 (Ninh Sơn /寧山)
- 떤타인 (Tân Thành / 新城)
- 번장 (Vân Giang /雲江)

### 사
- 닌안 (Ninh An / 寧安)
- 닌하이 (Ninh Hải / 寧海)
- 닌호아 (Ninh Hòa / 寧和)
- 닌캉 (Ninh Khang / 寧康)
- 닌녓 (Ninh Nhất /寧一)
- 닌띠엔 (Ninh Tiến /寧進)
- 닌번 (Ninh Vân / 寧雲)
- 쯔엉옌 (Trường Yên / 長安)

## 관광
- 고도 호알르

- 땀꼭-빅동
- 땀꼭-빅동
- 고도 호알르

## 기후
| 닌빈시의 기후                      | 닌빈시의 기후 | 닌빈시의 기후 | 닌빈시의 기후 | 닌빈시의 기후 | 닌빈시의 기후 | 닌빈시의 기후 | 닌빈시의 기후 | 닌빈시의 기후 | 닌빈시의 기후 | 닌빈시의 기후 | 닌빈시의 기후 | 닌빈시의 기후 | 닌빈시의 기후 |
| 월                                 | 1월           | 2월           | 3월           | 4월           | 5월           | 6월           | 7월           | 8월           | 9월           | 10월          | 11월          | 12월          | 연간          |
| ---------------------------------- | ------------- | ------------- | ------------- | ------------- | ------------- | ------------- | ------------- | ------------- | ------------- | ------------- | ------------- | ------------- | ------------- |
| 역대 최고 기온 °C (°F)             | 32.4 (90.3)   | 33.3 (91.9)   | 36.6 (97.9)   | 38.8 (101.8)  | 40.4 (104.7)  | 40.1 (104.2)  | 39.3 (102.7)  | 37.9 (100.2)  | 36.6 (97.9)   | 34.1 (93.4)   | 33.4 (92.1)   | 33.0 (91.4)   | 40.4 (104.7)  |
| 일평균 최고 기온 °C (°F)           | 19.6 (67.3)   | 19.8 (67.6)   | 22.4 (72.3)   | 26.7 (80.1)   | 30.9 (87.6)   | 32.5 (90.5)   | 32.8 (91.0)   | 31.8 (89.2)   | 30.4 (86.7)   | 28.1 (82.6)   | 25.0 (77.0)   | 21.7 (71.1)   | 26.8 (80.2)   |
| 일일 평균 기온 °C (°F)             | 16.6 (61.9)   | 17.1 (62.8)   | 19.7 (67.5)   | 23.6 (74.5)   | 27.2 (81.0)   | 28.8 (83.8)   | 29.3 (84.7)   | 28.5 (83.3)   | 27.3 (81.1)   | 24.8 (76.6)   | 21.6 (70.9)   | 18.3 (64.9)   | 23.6 (74.5)   |
| 일평균 최저 기온 °C (°F)           | 14.6 (58.3)   | 15.4 (59.7)   | 18.0 (64.4)   | 21.5 (70.7)   | 24.5 (76.1)   | 26.1 (79.0)   | 26.5 (79.7)   | 26.0 (78.8)   | 24.9 (76.8)   | 22.5 (72.5)   | 19.2 (66.6)   | 15.9 (60.6)   | 21.3 (70.3)   |
| 역대 최저 기온 °C (°F)             | 5.7 (42.3)    | 5.7 (42.3)    | 7.5 (45.5)    | 12.6 (54.7)   | 17.7 (63.9)   | 19.1 (66.4)   | 21.6 (70.9)   | 21.9 (71.4)   | 16.8 (62.2)   | 13.4 (56.1)   | 10.6 (51.1)   | 5.8 (42.4)    | 5.7 (42.3)    |
| 평균 강수량 mm (인치)              | 24 (0.9)      | 29 (1.1)      | 48 (1.9)      | 78 (3.1)      | 165 (6.5)     | 232 (9.1)     | 224 (8.8)     | 317 (12.5)    | 369 (14.5)    | 244 (9.6)     | 68 (2.7)      | 32 (1.3)      | 1,829 (72.0)  |
| 평균 강수일수                      | 9.1           | 13.2          | 16.1          | 12.9          | 12.6          | 13.8          | 12.9          | 15.6          | 15.1          | 12.1          | 7.9           | 6.1           | 147.5         |
| 평균 상대 습도 (%)                 | 85.1          | 88.1          | 90.4          | 89.4          | 85.1          | 82.7          | 81.6          | 85.3          | 85.2          | 82.7          | 80.8          | 81.3          | 84.8          |
| 평균 월간 일조시간                 | 76            | 46            | 46            | 93            | 192           | 181           | 208           | 173           | 170           | 167           | 135           | 124           | 1,611         |
| 출처: 베트남 과학 기술 육성 연구소 |               |               |               |               |               |               |               |               |               |               |               |               |               |

## 자매도시
- 대한민국 충청북도 제천시
- 대한민국 충청남도 아산시
- 일본 오카야마현 오카야마시
- 이집트 룩소르
- 라오스 우돔싸이
- 베트남 까마우
- 베트남 박리에우

## 같이 보기
- 청불 전쟁